# Международная ассоциация конгрессов и конференций
Международная ассоциация конгрессов и конференций (англ. International Congress and Convention Association, ICCA) была основана в 1963 году группой турагентств для обмена информацией о международных конгрессах и конвенциях.
Штаб-квартира ICCA расположена в Амстердаме, Нидерланды. Также есть офисы в Малайзии, США и Уругвае. Ассоциация является бесприбыльной торговой организацией, основной целью которой служит поддержание глобального общения в различных отраслях, позволяя его членам создавать и поддерживать равную конкуренцию.
ICCA включает более 950 членов в 88 различных странах. Члены делятся по типам компаний в различных секторах экономики, которые включают в себя: целевую рекламу, управление проведения совещаний, поддержка встреч, решение транспортных задач и прочее. Группы компаний и организаций, расположенных в одной географической области, делятся на секторы: Африка, Азиатско-Тихоокеанский регион, Центральная Европа, Франция-Бенилюкс, Иберийский полуостров, Латинская Америка, Средиземноморье, Ближний Восток, Северная Америка, Скандинавия и Британские острова. Цель разделения компаний на сектора — обеспечить взаимодействие между компаниями, имеющими общие аспекты в целях повышения их деловой активности в отрасли.
ICCA является членом следующих международных организаций: Конвенция совета промышленности (CIC), Индустрия проведения совместных совещаний (JMIC), Всемирная туристская организация (ВТО). В настоящее время ассоциация является сервисом, обеспечивающим международные встречи Союзу международных ассоциаций (UIA).

## Рейтинг стран и городов
ICCA ежегодно публикует рейтинг стран и городов по количеству проведённых в них международных мероприятий. По состоянию на май 2014 года (рейтинг за 2013 год) в рейтинге лидируют среди стран США (829 мероприятий), а среди городов — Париж (204 проведённых конгрессов и конференций).